# Sabato fascista

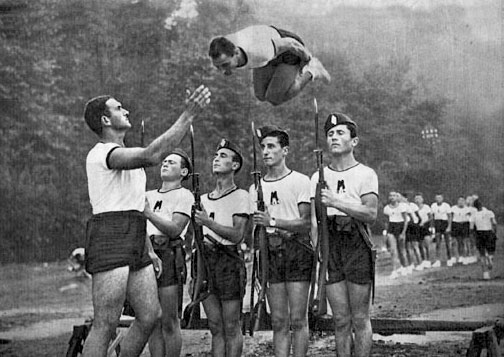
Prove di ardimento per il sabato fascista

Il sabato fascista era la dizione con cui si indicava la giornata del sabato durante il Ventennio, dedicata ad attività culturali, sportive, paramilitari, politiche e professionali.

## Disciplina normativa
Venne istituito con il Regio decreto legge 20 giugno 1935 n. 1010  da Benito Mussolini, su indicazione di Achille Starace.
Il decreto cercava di regolamentare la vita del cittadino anche la domenica, giornata in cui peraltro era previsto si potessero indire "di regola soltanto manifestazioni culturali, sportive e ricreative", e lasciando completamente libera almeno una domenica al mese. Le attività sportive vennero regolate nel 1928 all'interno del Comitato olimpico nazionale italiano.

## Caratteristiche

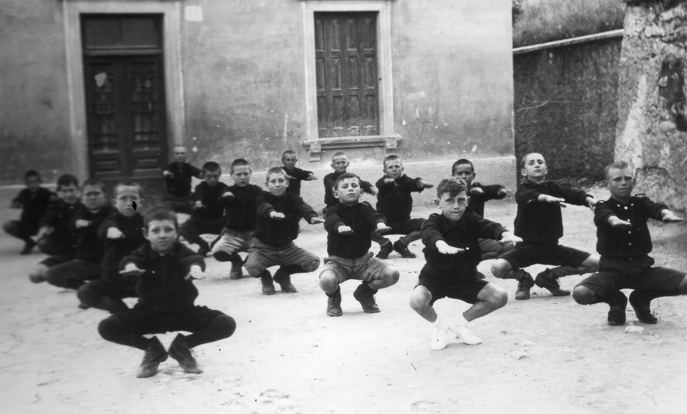
Esercizi ginnici del sabato fascista

Il sabato fascista interrompeva la giornata lavorativa del sabato alle ore tredici, in modo che il pomeriggio venisse dedicato ad "attività di carattere addestrativo prevalentemente premilitare e post-militare, come ad altre di carattere politico, professionale, culturale e sportivo". Spesso, per gli studenti, erano previste attività ginniche, per mantenersi in forma e per dare sfoggio della propria abilità e prestanza fisica. Astenersi da queste attività poteva portare a ripercussioni da parte del regime: per esempio, a Firenze coloro che avevano disertato queste attività senza giustificato motivo venivano costretti a passare la domenica in punizione-reclusione presso la Casa della Gioventù Italiana del Littorio.
I ragazzi, in divisa e inquadrati nelle organizzazioni giovanili fasciste, dovevano seguire corsi di dottrina fascista e compiere esercizi ginnici: maneggiare il moschetto (il cosiddetto moschetto Balilla), lanciarsi attraverso cerchi di fuoco, fare volteggi. Nel piano di inquadramento del tempo libero rientrava anche l'Opera Nazionale Dopolavoro e le numerose agevolazioni per viaggi e svaghi collettivi. Le ragazze, in camicetta bianca e gonna nera, facevano roteare cerchi, clavette, bandiere e si esibivano nella corsa e nel salto.